# Stazione di Kōdo (Kyoto)
La stazione di Kōdo (興戸駅?, Kōdo-eki) è una stazione ferroviaria della città di Kyōtanabe, nella prefettura di Kyoto, in Giappone, servente la linea Kintetsu Kyōto delle Ferrovie Kintetsu, che congiunge Kyoto con Nara. Dista 21,1 km dal capolinea di Kyoto Centrale.

## Linee
Ferrovie Kintetsu
● Linea Kintetsu Kyōto

## Aspetto
La stazione è costituita da 2 binari passanti in superficie con due marciapiedi laterali collegati al mezzanino sovrastante.
| 1 | ■ Linea Kintetsu Kyōto | per Shin-Hōsono, Yamato-Saidaiji, Nara, Tenri, Yamato-Yagi, Kashiharajingū-mae e Yoshino |
| 2 | ■ Linea Kintetsu Kyōto | per Shin-Tanabe, Ōkubo, Tambabashi, Kyoto e Kokusaikaikan                                |

## Stazioni adiacenti
| «                    | Servizio             | »                    |
| Linea Kintetsu Kyoto | Linea Kintetsu Kyoto | Linea Kintetsu Kyoto |
| -------------------- | -------------------- | -------------------- |
| Shin-Tanabe          | Locale               | Miyamaki             |
| Shin-Tanabe Transito | Espresso             | Miyamaki Transito    |